# La Rochelle
|  | Per a altres significats, vegeu «La Rochelle (desambiguació)». |

La Rochelle (francès) (en peitoví-saintongès: La Rochéle) és un comú francès, al departament de la Charanta Marítima (regió de Nova Aquitània). L'any 1999 tenia 76.584 habitants. La ciutat acull l'escola de negocis La Rochelle Business School, el Museu de Belles Arts de La Rochelle i la seu del Bisbat de La Rochelle i Saintes.
En el marc de la Guerra dels Cent Anys, davant de La Rochelle es va viure el 30 d'octubre de 1419 una batalla naval entre la flota castellana i l'aliança anglohanseàtica.